# Synode d'Aix-en-Provence de 1838

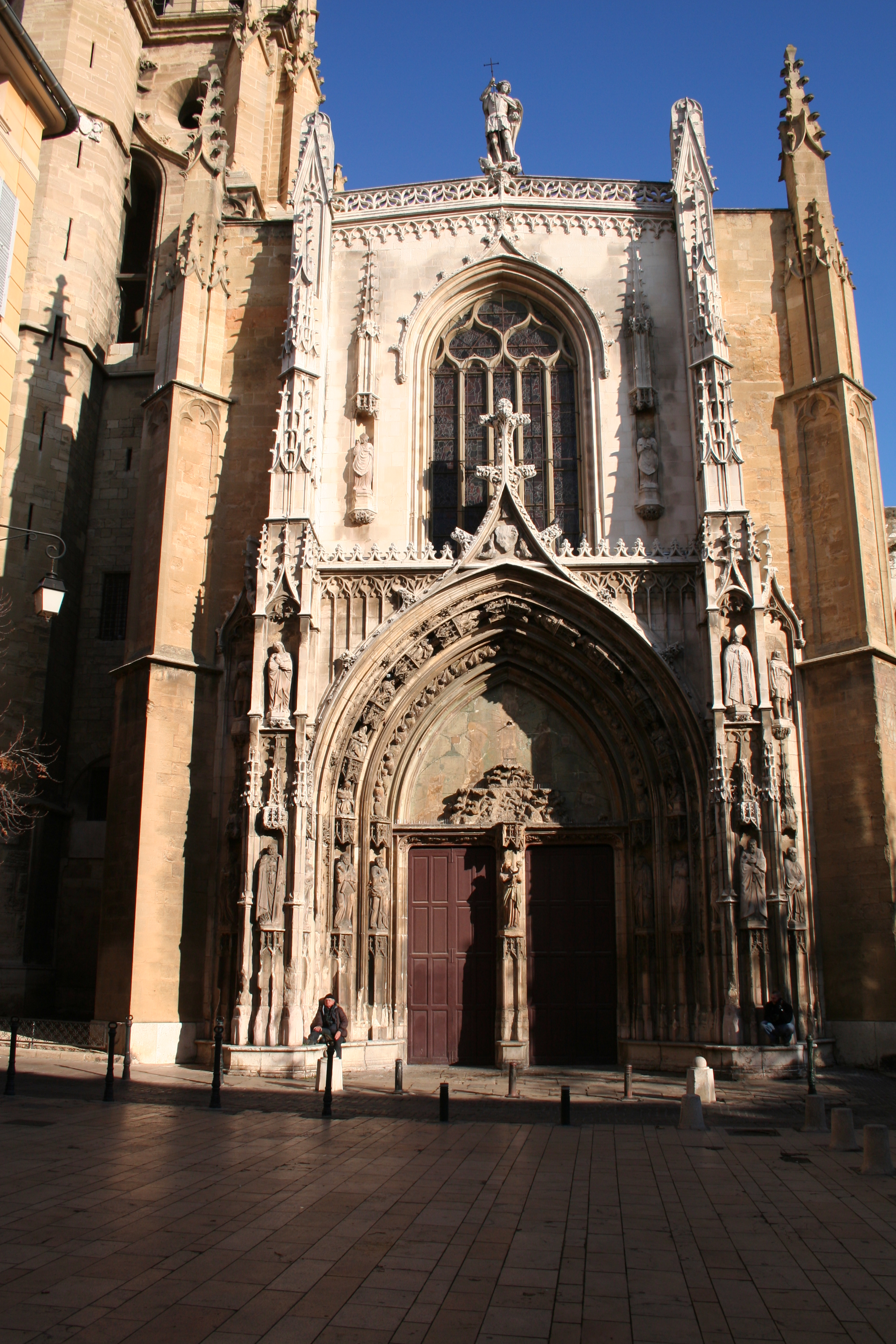
Portail de la cathédrale Saint-Sauveur d'Aix-en-Provence.

Le synode d'Aix-en-Provence s'est tenu du 21 au 26 octobre 1838 dans la cathédrale Saint-Sauveur d'Aix-en-Provence. Le but de ce synode était de demander au pape Grégoire XVI l'autorisation de modifier le nom de la « fête de la Conception de la sainte Vierge » en ajoutant l'adjectif latin immaculata au nom conceptione. Sur l'initiative d'Alexandre Jacquemet, grand vicaire d'Aix, l'archevêque d'Aix Joseph Bernet (1835-1846) invita à ce synode les évêques de Marseille, Ajaccio, Fréjus, Gap et Belley. Si l'essentiel des débats, qui durèrent cinq jours, n'a pas été conservé, il en ressort que la demande de renommer la fête fut acceptée par le pape.

## Travaux de l'Assemblée
À l'occasion de ce synode, plusieurs travaux sont menés par les assistants, comme la question de l'instruction dans les séminaires de toutes tailles, les problèmes de discipline et d'administration et la demande d'établissement de conférences ecclésiastiques mensuelles, sans compter, comme évoqué plus haut, la question du renommage de la « fête de la Conception de la sainte Vierge ». Le vicaire général Ginoulhiac s'investit particulièrement dans ces travaux  ainsi qu'aux instructions synodales suivantes.

### Sources
- Dictionnaire universel et complet des conciles tant généraux que particuliers, des principaux synodes diocésains et des autres assemblées ecclésiastiques les plus remarquables, Adolphe Charles Peltier, t. 1, Paris, 1847, p. 39.